# Il palazzo della mezzanotte
Il palazzo della mezzanotte (El palacio de la medianoche) è un romanzo fantastico per ragazzi dell'autore spagnolo Carlos Ruiz Zafón, pubblicato per la prima volta in Spagna nel 1994. È il secondo romanzo scritto da Carlos Ruiz Zafón, molti anni prima del grande successo riscosso dallo scrittore spagnolo con il romanzo L'ombra del vento. Il libro è stato tradotto in italiano nel 2010.

## Trama
(Carlos Ruiz Zafón, in Il palazzo della mezzanotte)
Ben è un orfano del St Patrick's, sta per compiere sedici anni ed il giorno in cui dovrà abbandonare l'orfanotrofio si avvicina. Così come lui infatti tutti i membri della Chowbar Society dovranno lasciare l'istituzione perché ormai diventati adulti. I sette membri di questa società segreta, nata all'ombra di un vecchio palazzo abbandonato di Calcutta e cresciuta tra le mura del St Patrick's, si apprestano così a festeggiare l'ultima notte insieme. Ma un'ultima avventura li aspetta. Tutti insieme dovranno scoprire il mistero dell'oscuro passato di Ben.
Sono in corso i festeggiamenti dell'ultima notte quando i sette ragazzi incontrano Sheere, una bellissima ragazza con la quale decidono di condividere il segreto del loro gruppo. Ma la Chowbar Society non sa che Sheere è la sorella gemella di Ben. E che da quel momento una serie di eventi travolgerà il loro destino. Qualcuno o qualcosa è sulle tracce dei due gemelli, ma per sapere contro cosa stanno lottando Ben e Sheere dovranno scoprire cosa è accaduto a Calcutta la notte di sedici anni prima.

## Edizioni
- (ES) Carlos Ruiz Zafón, El palacio de la medianoche, 1994.
- Carlos Ruiz Zafón, Il palazzo della mezzanotte, traduzione di Bruno Arpaia, Milano, Arnoldo Mondadori Editore, 2010,  p. 299, ISBN 978-88-04-60010-7.